# Saint-Martial, Charente-Maritime
Saint-Martial là một xã trong tỉnh Charente-Maritime trong vùng Nouvelle-Aquitaine, tây nam nước Pháp. Xã Saint-Martial, Charente-Maritime nằm ở khu vực có độ cao trung bình 48 mét trên mực nước biển.
Thị trấn có sông Boutonne chảy qua.